# Re in esilio
Re in esilio (The Exile) è un film del 1947 diretto da Max Ophüls tratto da un racconto di Cosmo Hamilton.

## Trama
1660, in Inghilterra grazie ad Oliver Cronwell è stata instaurata la repubblica e il re Carlo II d'Inghilterra vive in esilio nei Paesi Bassi aspettando la giusta occasione per riprendere il potere e nel frattempo inizia a lavorare nella fattoria di Katie e presto i due si innamorano.
Durante la sua permanenza arrivano alla locanda Dick Pinner, un attore che si fa passare per il re inglese in fuga e la contessa Anbella che era stata amante di Carlo ed ora è in missione per conto del re di Francia. L'interesse delle due donne per il re provoca una serie di malintesi e piccoli drammi ma alla fine quando Anbella parte Katie fa pace con Carlo.
Nel frattempo il colonnello inglese Ingram, partito da Londra con lo scopo di uccidere il re, lo trova e lo cattura in mulino grazie all'inconsapevola Rita. I due si battono a duello e il re riesce a colpire a morte Ingram. Subito dopo giunge un messaggero: la monarchia è stata restaurata e il re può tornare a sedersi sul trono inglese. Carlo non vorrebbe più partire ma il dovere di sovrano ha la meglio sull'amore per Katie.